# Fernando Redondo
Fernando Carlos Redondo Neri, född 6 juli 1969 i Buenos Aires, Argentina, numera pensionerad fotbollsspelare. Han var en elegant spelande defensiv mittfältare.
Redondos framgångsrikaste år var tiden i Real Madrid, där han bland annat vann spanska ligan två gånger (1996-1997 och 1998-1999) och Champions League två gånger (1997-1998 och 1999-2000). Höjdpunkten under Realtiden var Champions League-kvartsfinalen år 2000 på Old Trafford mot Manchester United, bland annat klackade han då en tunnel på Henning Berg varpå han frispelar Raúl som gör mål. Real Madrid gick senare till final där man besegrade Valencia CF med 3-0 på Stade de France utanför Paris. År 2000 började han spela för AC Milan dit han blev köpt för 260 miljoner. Efter ett antal skaderika år gick han i pension 2004, under denna tid gjorde han sig känd för att vägra ta emot full lön under sin skadeperiod.                                              
Han spelade i följande lag:
- 1985-1990 Argentinos Juniors
- 1990-1994 CD Tenerife
- 1994-2000 Real Madrid CF
- 2000-2004 AC Milan

Han spelade även i Argentinas landslag mellan åren 1992-1999.